# Ruth Beitia
Ruth Beitia (Santander, 1. travnja 1979.), španjolska atletičarka, olimpijska i trostruka europska prvakinja u skoku u vis. Osim olimpijskog i europskih zlata Beitia ima i broncu sa Svjetskog prvenstva 2013. održanog u Moskvi. Zlato je osvojila i na Mediteranskim igrama 2005. godine. Visoka je 192 centimetra i teška 71 kilogram. Njezin osobni rekord na otvorenom iznosi 2.02 m (2007.), a u dvorani 2.01 m (2007.).

## Športski životopis
Beitia je prvi put srušila španjolski rekord 1998. godine skočivši 1,89 m. Postepeno je podigla rekord do 2,02 m, što je aktualni španjolski rekord, a tu je visinu preskočila 4. kolovoza 2007. Ona je prva i do sada jedina Španjolka koja je skočila više od dva metra.
Njen prvi seniorski međunarodni nastup bio je na Europskom atletskom prvenstvu 2002. u Münchenu, gdje je završila na 11. mjestu. Na Svjetskom prvenstvu 2003. u Parizu također je završila na 11. mjestu. Na Olimpijskim igrama u Ateni 2004. nije uspjela doći do finala. Godine 2005. osvojila je srebrnu medalju na Europskom dvoranskom prvenstvu 2005. u Madridu, ali na svjetskom prvenstvu u Helsinkiju 2005. nije uspjela doći do finala. 2006. godine osvojila je brončanu medalju na Svjetskom dvoranskom prvenstvu u Moskvi.
Godine 2009. osvojila je srebrnu medalju na Europskom dvoranskom prvenstvu u Torinu. Na Svjetskom prvenstvu u Berlinu 2009. godine zauzela je peto mjesto. 2012. godine osvojila je zlatnu medalju na Europskom prvenstvu u Helsinkiju, a na Olimpijskim igrama u Londonu iste godine bila je četvrta, nakon čega se povukla u mirovinu.
Nakon nekoliko mjeseci, razočarana neuspjehom da osvoji olimpijsku medalju, Beitia se vratila iz mirovine. Osvojila je zlatnu medalju na Europskom dvoranskom prvenstvu 2013. u Göteborgu. Zatim je još dvaput postala europska prvakinja, 2014. godine u Zürichu i 2016. godine u Amsterdamu. Olimpijsko zlato napokon osvaja na Olimpijskim igrama u Rio de Janeiru 2016. godine, skokom preko 1,97 m. To je bila najniža pobjednička visina na Olimpijskim igrama od ljetnih olimpijskih igara 1980. godine, kada je Talijanka Sara Simeoni također preskočila 1,97 metara.
Beitia je završila na 12. mjestu na Svjetskom prvenstvu u atletici 2017. i za svoje ponašanje tijekom natjecanja dobila je nagradu IAAF Fair Play. 
Konačan odlazak u mirovinu objavila je u listopadu 2017., nakon dijagnoze reumatoidnog artritisa.  

## Vanjske poveznice
- Ruth Beitia profil na IAAF-u